# Лавадо, Хоакин Сальвадор
Хоаки́н Сальвадо́р Лава́до (исп. Joaquín Salvador Lavado; 17 июля 1932 — 30 сентября 2020) — аргентинский художник-карикатурист испанского происхождения, подписывающийся псевдонимом Ки́но (Quino). Самая известная работа Кино — юмористический комикс «Мафальда» (Mafalda), более десяти лет публиковавшийся в различных аргентинских печатных изданиях. Главный персонаж комикса — девочка младшего школьного возраста по имени Мафальда, которая отличается особым мнением об окружающем её мире.

## Работы
Сборники карикатур Кино переведены на 14 языков и издавались в Аргентине, Бразилии, Испании, Италии, Франции, Греции, Португалии, Мексике, Китае.
В приведенный список включены сборники, вышедшие в аргентинском издательстве Ediciones de la Flor Архивная копия от 23 апреля 2007 на Wayback Machine.

### «Мафальда»
- Mafalda 1—10
- Mafalda inédita
- 10 años con Mafalda
- Toda Mafalda
- Mafaldita

### Юмористические сборники
- Mundo Quino (1963) (переиздан в 1998)
- A mi no me grite (1972)
- Yo que usted… (1973)
- Bien, gracias, ¿y usted? (1976)
- Hombres de bolsillo (1977)
- A la buena mesa (1980)
- Ni arte ni parte (1981)
- Déjenme inventar (1983)
- Quinoterapia (1985)
- Gente en su sitio (1986)
- Sí, cariño (1987)
- Potentes, prepotentes e impotentes (1989)
- Humano se nace (1991)
- Yo no fui (1994)
- Cuentecillos y otras alteraciones (1995) (иллюстрации)
- ¡Qué mala es la gente! (1996)
- ¡Cuánta bondad! (1999)
- A mí no me grite (1999)
- Esto no es todo (антология) (2002)
- ¡Qué presente impresentable! (2005)